# Jerzy Semkow
Jerzy Semkow (* 12. Oktober 1928 in Radomsko; † 23. Dezember 2014 nahe Lausanne) war ein französischer Dirigent polnischer Herkunft.

## Karriere
Semkow studierte Dirigieren bei Artur Malawski in Krakau (1946–1951) und Jewgeni Alexandrowitsch Mrawinski in Leningrad (1951–1953). Er lernte auch bei Erich Kleiber und Bruno Walter, bevor er Chef-Dirigent am Bolschoi-Theater wurde. Sein großes Repertoire reichte u. a. von Mozart bis Szymanowski, von Schumann, Brahms und Beethoven bis zu den russischen Romantikern.
Er arbeitete in den folgenden Institutionen:
- Leningrader Philharmonie (Assistent des Dirigenten, 1956)
- Bolschoi-Theater in Moskau (Dirigent, 1956–1958)
- Opera Warszawska (künstlerischer Direktor 1958–1959; Dirigent 1958–1961)
- Königliche Oper in Kopenhagen (künstlerischer Direktor und erster Dirigent 1965–1970)
- Cleveland Symphony Orchestra (Dirigent 1970–1971)
- Saint Louis Symphony Orchestra (künstlerischer Direktor und erster Dirigent 1975–1979)
- Orchester des Italienischen Radios und Fernsehens RAI in Rom (künstlerischer Direktor 1979–1982)
- Rochester Philharmonic Orchestra (künstlerischer Direktor und erster Dirigent 1985–1993)

Semkow spezialisierte sich auf klassische und romantische Sinfonien. Er unterrichtete auch an der Universität von Colorado, an der Yale University sowie an New Yorks Manhattan School of Music.
Semkow lebte in Paris und besaß die französische Staatsbürgerschaft. Er trat zuletzt nur noch selten auf, so einmal im Jahr an der Warschauer Philharmonie.
Im Jahr 2000 wurde er mit dem französischen Ordre des Arts et des Lettres ausgezeichnet. Einen Ehrendoktor erhielt er von der Frédéric-Chopin-Musikakademie in Warschau (2005).